# أشوك مالهوترا
أشوك مالهوترا (بالإنجليزية: Ashok Malhotra)‏ هو مهندس هندي، ولد في 20 يوليو 1950.